# Àlcetes I de Macedònia
Àlcetes I (en llatí: Alcetas, en grec antic: Ἀλκέτας) va ser el vuitè (comptant des de Caranos) o el cinquè (des de Perdicas) rei de Macedònia.
Eusebi de Cesarea diu que va regnar vint-i-nou anys. Tant Eusebi com Heròdot diuen que va succeir al seu pare Aèrop I. Va ser el pare d'Amintes I que va regnar al final del segle vi aC.